# Marcelo Mourão Gomes
Marcelo Mourão Gomes (Manaus, 26 de setembro de 1979) é um bailarino brasileiro. É bailarino do American Ballet Theatre de Nova Iorque desde 1997, atuando como solista desde agosto de 2000, e bailarino principal desde agosto de 2002.

## Biografia
Marcelo Mourão Gomes nasceu em Manaus, no estado do Amazonas. Aos 5 anos de idade, se mudou para o Rio de Janeiro, onde cresceu. 
Está desde 1997 no American Ballet Theatre, em Nova Iorque, nos Estados Unidos, onde atua como 1º bailarino.
Marcelo se orgulha de ser um brasileiro ocupando os melhores espaços culturais do mundo.

## Formação
Escola de Dança Ópera de Paris - Paris, França (1996 - 1997)
The Harid Conservatory  - Boca Raton, Estados Unidos (1993 - 1996)
Balé Helena Lobato - Brasil, curso básico (1986 - 1996)
Balé Dalal Aschar - Brasil
CUBALLET - Buenos Aires, Argentina (Laura Alonso)
CUBALLET - Niterói, Brasil (Laura Alonso)
CUBALLET - Rio de Janeiro, Brasil (Laura Alonso)
Academia de Balé de Houston (curso de verão)
Balé de Boston - Boston, Estados Unidos

## Apresentações

### 2001
METROPOLITAN OPERA HOUSE - American Ballet Theatre, New York/EUA
CINDERELLA - coreografia: Ben Stevenson; TEMA E VARIAÇÕES - coreografia: George Balanchine; 
TCHAIKOVSKY PAS DE DEUX - coreografia: George Balanchine; 
LAGO DOS CISNES - coreografia: Kevin McKenzie.

### 2000
• METROPOLITAN OPERA HOUSE - American Ballet Theatre, New York/EUA
O CORSÁRIO - coreografia: Kostantin Sergeyev - personagem: Ali, o escravo; 
ROMEO E JULIETA - coreografia: Kenneth MacMillan; DIVERSÃO DOS ANJOS - coreografia: Martha Graham; 
ETUDES - coreografia: Harald Lander; 
BAROQUE GAME - coreografia: Robert Hill; MEADOW - coreografia: Lar Lubovitch

### 1999
• THEATRO MUNICIPAL, Rio de Janeiro/Brasil
O QUEBRA NOZES - coreografia: Dalal Achcar
• METROPOLITAN OPERA HOUSE - American Ballet Theatre, New York/EUA
ROMEO E JULIETA - coreografia: Keneth Macmillan - personagem: Benvolio.
• PALACIO DE CONGRESSOS DE MADRID, Ángel Corella & Stars of American Ballet, Madrid / Espanha
TAIKOVSKY PAS DE DEUX - coreografia: Marius Petipa; WHO´S CARES? - coreografia: George Balanchine.
• DANÇANDO NO CORAÇÃO DA AMAZÔNIA II - Teatro Amazonas, Manaus/AM
PAS DE DEUX (ALBER) DE GRAN PAS CLASSIQUE - coreografia: Gorsky; 
PAS DE DEUX DO CISNE NEGRO DE O LAGO DOS CISNES - coreografia: Marius Petipa.

### 1998
• CITY CENTER - American Ballet Theatre, New York / EUA - BRUCH VIOLIN CONCERTO Nº 1 - coreografia: Clark Tippet; SINFONIETTA - coreografia: Kylian.

### 1997
• LUNA PARK - American Ballet Theatre, Buenos Aires / Argentina
TEMA E VARIAÇÕES - coreografia: George Balanchine; TCHAIKOVSKI PAS DE DEUX - coreografia: George Balanchine.
• DANÇANDO NO CORAÇÃO DA AMAZÔNIA - Teatro Amazonas, Manaus/Brasil
DON QUIXOTE PAS DE DEUX - coreografia: Marius Petipa e Alexander Gorsky; 
GRACIOSO - coreografia: Mark Godden.

### 1995
• HARID CONSERVATORY, Boca Raton / EUA
A BELA ADORMECIDA, ATO III - coreografia: Marius Petipa.

### 1994
• ÓPERA DE PARIS - Escola de Dança (Palais Garnier), Paris/França
DESSINS POUR SIX - coreografia: John Taras; LE CHEVALIER ET LA DAMOISELLE - coreografia: Serge Lifar; WESTERN SYMPHONY - coreografia: George Balanchine.
• HARID CONSERVATORY, Boca Raton/EUA
COPPELIA PAS DE DEUX, ATO III - coreografia: Laura Alonso; 
DANSE ESPAGNOL DE LAGO NOS CISNES, ATO III - coreografia: Bertha Valentin - QUEBRA NOZES, ATO II - coreografia: Olivier Pardina; PAS DE TROIS PAQUITA - coreografia; Marius Petipa; REFLECTIONS FOR, PARTE I - coreografia: Robert Barnett; SEVILLANAS Y TANGOS - coreografia: Ilisa Rosal; FESTIVAL DE FLORES EM GENZANO - coreografia: Laura Alonso.

### 1993
• HARID CONSERVATORY , Boca Raton/EUA
PAS DE TROIS DO LAGO DOS CISNES, ATO I - coreografia: Olivier Pardina; LA JOTA - coreografia: Bertha Valentin; 
VARIAÇÕES DE GISELLE, ATO II (ALBRECHT) - coreografia: J. Perrot e J. Coralli.

## Prêmios
• 1993 - Solista Revelação no Festival de Dança de Joinville-SC no Brasil.
• 1994 - Prêmio de excelência outorgado pela divisão de dança do Harid Conservatory;
• 1995 - Prêmio Jeannot B. Cerrone do Harid Conservatory;
• 1996 - Hope Prize no Prix de Lausanne.

## Mídia
• A Notícia. - "Gostaria de ser reconhecido como um jogador de futebol".
• A Notícia . - Vôo de uirapuru na selva de Manhattan.
• A Notícia. - Almas Gêmeas.
• Revista Veja. - O Salto do Brasileiro Voador.
• Jornal Valor. - Os passos de um amazonense em Nova York.
• Amazonas em Tempo. - Vôo para o estrelato.
• Dance Magazine. - New York - Gus Solomons Jr. - "25 bailarinos a serem observados".
• The Orange County Register. - Laura Bleiberg - Cinderela é meiguice e luz.
• Orange County Performing Arts Center. - Lewis Segal - Cinderella.
• Jornal O Globo. - Segundo Caderno - Jack Anderson - Marcelo Gomes brilha no American Ballet.
• The New York Times. - Anna Kisselgoff - Um brilhante encerramento.
• The New York Times - Jennifer. - O domínio do palco. Um desafio.
• A Crítica. - Dançando no coração da Big Apple.
• Revista Chique e Famosos. - Amália Maranhão - Brasileiro brilha nos palcos de NY.
• Revista Isto É Gente. - Viviane Rosalem - Bailarino de exportação. 
• Revista República - Ana Francisca Ponzio - Do Amazonas para Nova York.